# Оссовский, Станислав
Станислав Оссовски (пол. Stanisław Ossowski; 22 мая 1897 — 7 ноября 1963) — польский социолог.
Занимает важное место в том поколении социологов, которое после выдающихся инициаторов — Людвика Кшивицкого, Флориана Знанецкого и Стефана Чарнецкого — обосновало позицию польской социологии в стране и мире. Супруг Марии Оссовской.

## Жизнеописание и взгляды
Родился в Липно (недалеко от Вроцлава) в семье врача-общественника, влюбленного в романтическую поэзию. Дед со стороны матери переводил на польский «Опыты» Фрэнсиса Бэкона.
Атмосфера дома способствовала художественным и интеллектуальным увлечениям Станислава. Пережитый в детстве опыт, связанный с революцией 1905 года, дополнительно повлиял на формирование национальной и общественной позиции будущего социолога.
После окончания гимназии — поступил в 1915 году на философский факультет в Варшавском университете. В 1918 году его учёба была прервана добровольной службой на украинском фронте, а позже — участием в войне с большевиками (1920). По возвращении в университет Оссовский участвовал в философском кружке и оказался под влиянием Яна Лукасевича, а позже — Тадеуша Котарбинского. В этом обществе он встречался и с Владиславом Татаркевичем. Там Оссовский сблизился с Марией Недзьвецкой, которая стала его женой.
В образовании Оссовского большую роль сыграли путешествия и контакты с другими культурами и искусством, особенно музыкой. Его докторская диссертация называлась «Анализ понятия знака». Написанная под руководством Котарбинского, она была написана как типичная семантическая работа. Признание того, что его докторская работа характеризовалась «семиотической ориентацией», полностью обоснованно, поскольку Оссовский уже в то время пришел к отличительности основных аспектов семиотической проблематики, соответствующих позднейшему определению Чарльза Морриса: семантическому, психологическому и прагматическому (социологическому) аспектам функции знака. Последние слова работы «Анализ понятия знака» — проповедуют сознательно принятую автором связь с названием его позднейшего труда — «У основ эстетики».
В своей семантической работе Оссовский отсылался к «Логическим исследованиям» Эдмунда Гуссерля. В полемике с Романом Ингарденом, автором критической рецензии на «У основ эстетики», он положительно отрицал возможность признания исследователя теоретиком существования ничьих, бессубъектных чувств; точно такую же позицию Оссовский занимал и в критикуемой работе. Как социолог он, главным образом, интересовался социальным обусловливанием эстетических переживаний.
Во время Второй мировой войны Оссовский сначала находился во Львове. Работа в Оссолинеуме (культурный комплекс, включающий музей, институт и богатейшую библиотеку изданий на польском языке) спасла его от депортации вглубь СССР. В 1941 году он вернулся в Варшаву и занялся, среди прочего, вопросом оснований нации. Написанная в то время книга на тему отечества была издана только во фрагменте, опубликованном вскоре после войны.
Оссовский и его супруга нелегально преподавали в университете. Оба также помогали евреям, как друзьям, так и незнакомым. Оссовский участвовал, как социолог, в работах Тайной Архитектоническо-Урбанистической Мастерской, проектирующей урбанистические типы, которые должны были появиться после будущих социальных перемен. Под угрозой смерти со стороны подпольной организации правых Оссовские переехали под Варшаву, где их застало Варшавское восстание. Его рукописи погибли в Варшаве.
В 1945—1947 годах Оссовский работал в Лодзинском университете, где был организатором и первым деканом Гуманитарного факультета. В первые послевоенные годы он проводил исследования над этническими основаниями на Опольчизне и на Мазурах. Работы Оссовского в этой области представляют пример, как ученый умеет и может в познавательной деятельности связывать свои несомненные личные интересы с целостным научным объективизмом и свободой от оценивания.
В 1947 году Оссовский возглавил кафедру социологии Варшавского университета. В 1951 году, когда началась ликвидация социологии в Польше, эта кафедра была переименована в кафедру истории культуры, чтобы через год и вовсе перестать существовать. До 1955 года над Оссовским, как и над его супругой и множеством других «буржуазных» ученых, висел фактический запрет научной деятельности.
В 1957 году он вновь создал кафедру социологии в Варшавском университете. Кафедра вскоре была переименована — в кафедру социологии № 1. Это было выражением компромиссной позиции властей, которые согласились на существование немарксистской кафедры социологии под руководством Оссовского при условии появления на том же факультете — марксистской кафедры социологии № 2. Как позднее оказалось, идеологическая уступка властей касалась исключительно личности Оссовского — после его смерти Кафедра социологии № 1 была ликвидирована, а на её месте появилась кафедра исследовательских методов в социологии, которой первоначально руководил Клеменс Шанявский, а позднее — Стефан Новак.
С 1956 года Оссовский на протяжении нескольких лет сотрудничал с Польской Академией наук, руководя Отделом теории культуры и социальных изменений в созданном Институте философии и социологии. В 1957 году по его инициативе была создана Польская социологическая ассоциация (Polskie Towarzystwo Socjologiczne), Оссовский был её первым председателем.
В первой половине 1950-х годов Оссовский, лишенный научных контактов и возможности публикации, написал «Классовую структуру в социальном сознании», наиболее известную и высоко оцениваемую из его книг, переведенную позднее на много языков. 
В последние годы жизни Оссовский написал множество работ из области методологии и философии социальных наук, которые в 1962 году вышли под названием «Об особенностях социальных наук». На протяжении множества лет эта книга была одной из фундаментальных позиций в польской социологии — точка соотнесения всех главных методологических и теоретических дискуссий.
Рассуждения Оссовского сыграли очень важную роль в развитии социологии в Польше. Они положили конец методологической и теоретической наивности, и способствовали появлению в Польше сильных социологических сообществ, связывающих современное исследовательское мастерство с углубленной теоретической рефлексией.
Одну из своих наиболее важных методологических идей Оссовский представил в поздней работе «Две концепции исторических обобщений». 
В первые послевоенные годы случалось даже причисление Оссовского к марксистам. В 1947 году ситуация изменилась: разница между ангажированным социальными вопросами либералом и исповедующими правительственный марксизм, уже открыто недемократический, стала слишком большой, чтобы её закрывало совпадение во взглядах на социальную эмансипацию или антисемитизм. Начиная с 1947 года Оссовский открыл острую полемику с марксистами. Часть из этих текстов могла быть напечатана только после 1956 года.
Конфликт между Оссовским и его сотрудниками против представителей власти в науке продолжался с переменным успехом до конца его жизни. Примером является дискуссия об «анкетомании», опубликованная в «Политике» в 1962 году, в которой партийное неудовлетворение результатами социологических исследований была выражено философом Адамом Шаффом языком методологии социальных исследований.
В 1959 году Оссовский написал работу «Концепции социального устройства и типы предсказаний» (она стала позднее разделом работы «Об особенностях социальных наук»). Этот в наивысшей степени академический текст мог бы сегодня оказаться в центре наших идеологических споров. Оссовский выделяет в нём четыре типа социального устройства:
1. устройство «коллективных представлений», опирающийся на силу традиционных образцов поведения;
2. полицентрическое устройство;
3. моноцентрическое устройство;
4. устройство, опирающееся на систему многостепенных соглашений.

Выбранная Станиславом Оссовским линия жизненного пути не изменилась и под влиянием последней болезни. Последний раз он руководил заседанием Главного правления ПСА 17 октября 1963 года, а последнее заседание своей кафедры провел 28 октября.
Умер Оссовский 7 ноября 1963 года.